# Cyptochirus ambiguus
Cyptochirus ambiguus är en skalbaggsart som beskrevs av Kirby 1828. Cyptochirus ambiguus ingår i släktet Cyptochirus och familjen bladhorningar. Inga underarter finns listade i Catalogue of Life.